# Godley (Teksas)
Godley – miasto w Stanach Zjednoczonych, w stanie Teksas, w hrabstwie Johnson.